# Rečice (gmina Požega)
Rečice (cyr. Речице) – wieś w Serbii, w okręgu zlatiborskim, w gminie Požega. W 2011 roku liczyła 192 mieszkańców.